# Mālpur
Mālpur är en ort i Indien.   Den ligger i distriktet Sabar Kāntha och delstaten Gujarat, i den centrala delen av landet, 700 km sydväst om huvudstaden New Delhi. Mālpur ligger 145 meter över havet och antalet invånare är 6 971.
Terrängen runt Mālpur är platt. Runt Mālpur är det tätbefolkat, med 286 invånare per kvadratkilometer. Närmaste större samhälle är Meghrāj, 16,0 km norr om Mālpur. Trakten runt Mālpur består till största delen av jordbruksmark.